# 5 Card Stud
5 Card Stud (također poznat i pod nazivom five-card stud) je jedna od najstarijih varijanti pokera, a obično se igra u limit verziji s dva do devet igrača.
Igrači dobivaju jednu kartu licem dolje (hole card) i jednu licem gore ispred sebe na stol, a potom slijedi prvo ulaganje. Prvo ulaganje tradicionalno započinje od prvog igrača lijevo od djelitelja, no u novijim verzijama 5 Card Studa koje su zastupljene u online igrama, svi igrači prije podjele karata ulažu isti ulog (ante), a ulaganje započinje od igrača s najnižom kartom licem gore, koji mora uložiti prisilni ulog (bring in), koji je obično između 1/3 i 1/2 malog uloga (small bet). Ulaganje se dalje nastavlja po uobičajenim pravilima pokera. Nakon prvog ulaganja svaki igrač koji još nije odustao (foldao) dobiva drugu kartu licem gore, nakon čega slijedi drugo ulaganje. Potom preostali igrači dobivaju treću kartu licem gore, nakon čega slijedi treće ulaganje, te četvrtu, nakon čega slijedi četvrto i zadnje ulaganje. Preostali igrači okreću svoj hole card licem gore i najbolja poker kombinacija od pet karata dobiva. Ako su u nekom dijelu dijeljenja svi igrači osim jednog foldali, tada taj igrač automatski osvaja pot i nije obvezan pokazati svoju ruku ikome niti ju uspoređivati s ičijom.
5 Card Stud popularnost je uglavnom zadobio tokom Američkog građanskog rata, a potom ju je postupno gubio, prvo u korist Draw pokera, a potom u korist svoje složenije varijante, 7 Card Studa, koja je i bila najpopularnija varijanta pokera sve do popularizacije Texas Hold'ema 80-ih godina prošlog stoljeća. Na seriji turnira World Series of Poker 5 Card Stud pojavljivao se od 1971. do 1974., no 1975. je uklonjen s rasporeda zbog male količine igrača koji su bili spremni igrati, te je zauvijek nestao s većih svjetskih poker turnira. Sva četiri 5 Card Stud eventa na World Series of Pokeru osvojio je poker profesionalac i šef poker sale u kasinu Mirage, Bill Boyd.
Unatoč niskoj popularnosti na kasino sceni i među profesionalnim poker igračima (dijelom zbog niskog potencijala za stratešku igru jer je samo jedna igračeva karta skrivena), 5 Card Stud postao je omiljen među mnogim amaterima i rekreativnim igračima pokera. Tome je svakako dijelom zaslužan i film Cincinnati Kid režisera Normana Jewisona, koji prati dvoboj u 5 Card Studu između "The Kida" i "The Mana", novog i starog poker profesionalaca u doba Velike depresije. Između ostaloga, 5 Card Stud prikazan je u nekolicini epizoda TV serije Star Trek: The Next Generation, gdje ga igraju viši časnici USS Enterprisea.